# Albert Lambert (Schauspieler)

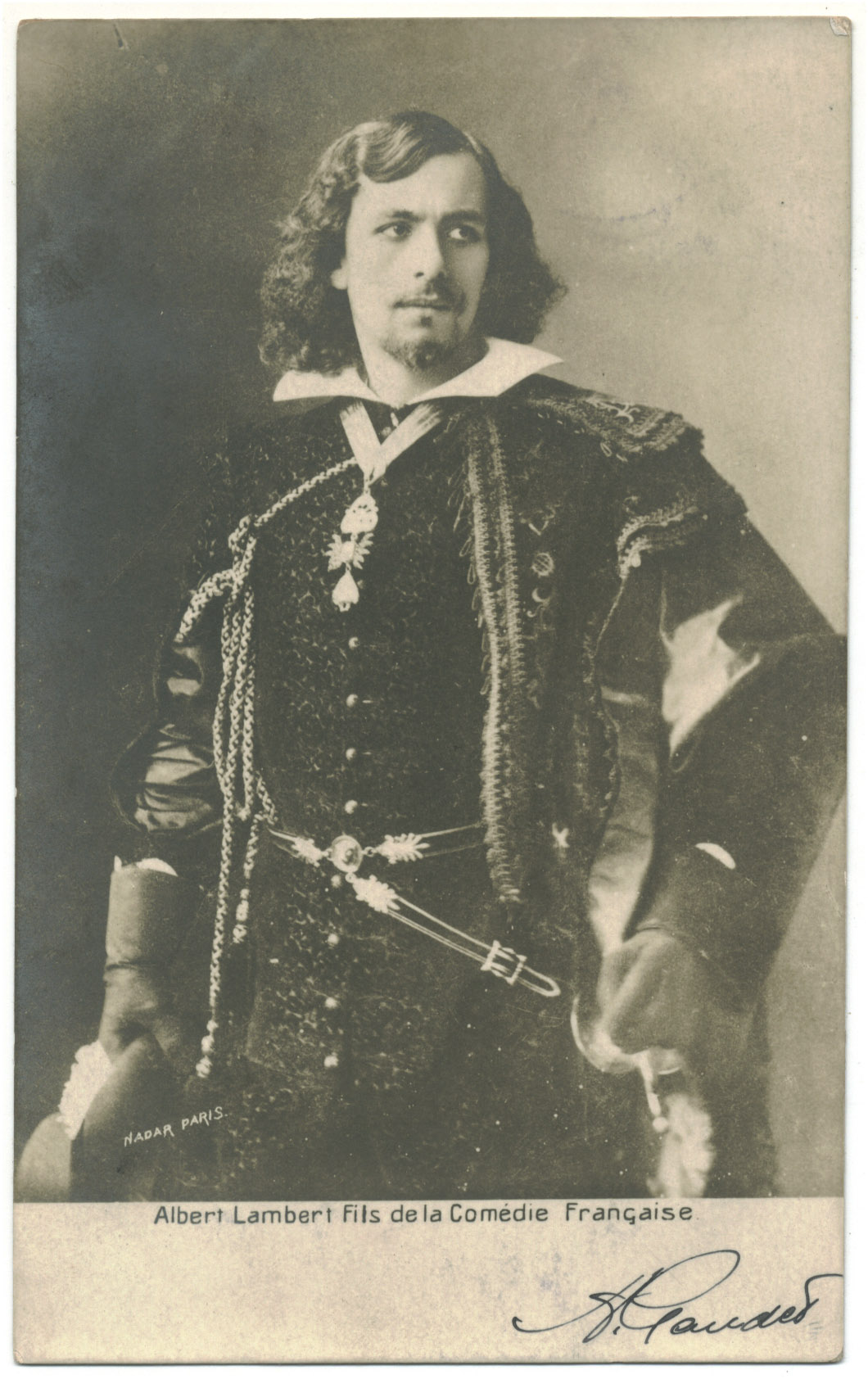
Albert Lambert

Raphael Albert Lambert Fils (* 31. Dezember 1865 in Rouen; † 1. März 1941 in Paris) war ein französischer Theater- und Stummfilmschauspieler.

## Leben
Albert Lambert wurde 1885 Mitglied der Comédie-Française und stand bis zu seinem 70. Lebensjahr 1935 als Schauspieler auf der Bühne. Er war ein vielbeschäftigtes Mitglied des französischen Theaters am Ende des 19. Jahrhunderts und im Fin du Siècle. Zu den von ihm gespielten Dramatikern gehörten berühmte Namen wie Alexandre Dumas der Jüngere, Victor Hugo, Pierre Corneille, Jean Racine, Ernest Renan, Alfred de Musset.
Auch als Schauspieler in frühen Stummfilmen war er tätig. Seine bekannteste Rolle hatte er als Herzog von Guise in dem Film "Die Ermordung des Herzogs von Guise" aus dem Jahr 1908, der auch sein Debüt beim Film war. Insgesamt spielte er in rund 8 Kurzfilmen mit.
Der Schauspieler starb mit 75 Jahren in Paris.

## Filmographie
- 1908: Die Ermordung des Herzogs von Guise
- 1909: Le retour de Ulysse
- 1909: Le Baiser de Judas
- 1910: Zur Zeit der ersten Christen
- 1910: Oedipe Roi
- 1910: Roi de un jour
- 1911: Moderne Galathee
- 1912: Chaines rompues